# بركة كيندال
بركة كيندال، هي بحيرة في ولاية نيويورك الأمريكية . تبلغ مساحة سطح البركة 38 فدانًا (15 هكتار). تم تسمية بحيرة كيندال بهذا الاسم على اسم المواطن الرائد ديفيد كيندال.